# Kergu soo
Kergu soo är en sumpmark i Estland.   Den ligger i landskapet Pärnumaa, i den sydvästra delen av landet, 90 km söder om huvudstaden Tallinn.